# Éditions Fata Morgana
Le Éditions Fata Morgana sono una casa editrice francese fondata nel 1966 da Bruno Roy, traduttore.

## Storia
Piccola casa editrice fuori dal giro dei grandi editori parigini che riesce, per passione verso la letteratura e l'arte visiva, a pubblicare dalla regione Languedoc-Roussillon libri di qualche interesse intellettuale e artigianale, spesso su carta pregiata, con l'aiuto di artisti come Pierre Alechinsky, Dado (1933-2010), Alekos Fassianos, André Masson, Roberto Matta, Gérard de Palézieux, Pierre Tal-Coat, Vladimir Veličković o Zao Wou Ki.
I suoi libri sono di poche pagine, testi corti e atipici di autori famosi come Guillaume Apollinaire, Maurice Blanchot, Roger Caillois, Michel Foucault, Michel Leiris, Emmanuel Lévinas o Henri Michaux, o riscoperte di autori dimenticati quali Victor Segalen, Jean Paulhan, Roger Gilbert-Lecomte, Edmond Jabès o François Augiéras, e di qualche contemporaneo che comincia a diventare noto quali Philippe Jaccottet, Roger Laporte, Jacques Réda, Salah Stétié, e, tra i giovani, Christian Bobin. Éric Chevillard, Christian Doumet, Gérard Macé, Richard Millet o Cédric Demangeot.
Ha pubblicato anche autori non francesi in traduzioni accurate, includendo gli italiani Giacomo Leopardi, Eugenio Montale, Sandro Penna, Giuseppe Ungaretti, Pietro Citati, Antonio Tabucchi, Lanza del Vasto, Francesco d'Assisi e, tra gli artisti visivi Valerio Adami, Leonardo Cremonini, Giorgio De Chirico, Filippo de Pisis (anche come poeta), Cesare Peverelli e Ferdinando Scianna.
Un settore di interesse ha a che fare con islamismo e mondo arabo, con alcuni studi di Louis Massignon, Gabriel Bounoure o Henry Corbin e qualche testo classico.
Altri autori tradotti includono Lokenath Bhattacharya, Odysseas Elytīs, Stefan George, Fernando Pessoa, Satyajit Ray, Yiannis Ritsos ecc.

## Collane
- "Archipels"
- "Bibliothèque artistique et littéraire"
- "Dioscures"
- "En miroir"
- "Explorations"
- "Fakir Press"
- "Hermès"
- "Insolations"
- "L'été"
- "Le grand pal"
- "Les attractions électives"
- "Les immémoriaux"
- "Petite bibliothèque d'alchimie traditionnelle"
- "Poésie nouvelle"
- "Scholies"
- "Scalps"
- "Petite collection Hôtel du grand miroir", collana di libri di fotografia
- "A Bastiano", edizioni llimitate di stampe
- "To the happy few", opere illustrate, firmate e numerate
- "Les rougets", collana di artisti illustratori di una novella di André Pieyre de Mandiargues
- "Grande collection Hôtel du Grande", libri di fotografie limitati a soli 30 esemplari a titolo